# Józef Zhang Dapeng
Św. Józef Zhang Dapeng (chiń. 張大鵬若瑟) (ur. 1754 r. w Duyun, Kuejczou w Chinach – zm. 12 marca 1815 r. w Guiyang) – święty Kościoła katolickiego, katechista, męczennik.

## Życiorys
W młodości pociągał go taoizm. W 1794 r. przeprowadził się do Guiyang i zajął się handlem jedwabiem. Najstarszy syn jego wspólnika nauczał go o chrześcijaństwie. Uwierzył w Boga, ale nie mógł zostać ochrzczony, ponieważ żył w konkubinacie. W 1797 r. opuścił konkubinę, a w 1800 r. został ochrzczony pomimo silnego sprzeciwu jego dwóch młodszych braci i wspólnika w interesach. Spowodowało to problemy w handlu, tak że musiał otworzyć własny sklep. Ponadto kupił dom i otworzył w nim małą szkołę nauczania religii. W 1808 r. został kierownikiem szkoły, ponadto służył jako katechista oraz ministrant.
Po pewnym czasie rozpoczęły się prześladowania religijne i Józef musiał się ukrywać. Jego jedyny syn został aresztowany i zmarł po 2 latach w więzieniu. Nie osłabiło to jednak jego misyjnej aktywności. W 1814 r. został zdradzony przez wrogiego chrześcijaństwu szwagra i w następstwie tego aresztowany. W więzieniu spotkał innego katechistę Piotra Wu Gosheng. W następnym roku dano mu szansę na odzyskanie wolności, jeżeli tylko wyrzeknie się wiary. Przed egzekucją jego dwaj bracia, bratankowie i inni krewni prosili go, by wyrzekł się wiary i w ten sposób ocalił życie. On jednak się nie zgodził i został stracony przez uduszenie 12 marca 1815 r. Pochowano go w Xijiaotang.

## Dzień wspomnienia
9 lipca w grupie 120 męczenników chińskich.

## Proces beatyfikacyjny i kanonizacyjny
Został  beatyfikowany 2 maja 1909 r. przez Piusa X. Kanonizowany w grupie 120 męczenników chińskich 1 października 2000 r. przez Jana Pawła II.